# Uri (Malakula)
Uri ist eine kleine Insel der Neuen Hebriden vor der Küste von Malakula im Inselstaat Vanuatu.

## Geografie
Die Insel liegt gegenüber dem Hauptort Lakatoro. Sie bildet zusammen mit dem Inselchen Uripiv die Fortsetzung einer Landzunge, die sich von Bushman's Bay nach Norden erstreckt und die Bucht von Lakatoro bildet. Nur ein schmaler Wasserstreifen trennt die Insel vom Pointe Chong’neou (Mangrove Point, Pte des Palétuviers, Pte Stanley). Im Inneren der Bucht liegt noch die Insel Taïtaka zwischen der Landzunge und dem Festland.
Die langgezogene Insel erhebt sich nur ca. 20 m aus dem Wasser. An ihrer Westspitze gibt es einige Bungalows.